# Edwin Halstead
Edwin Halstead est un athlète britannique né à Radcliffe en 1907 et mort en 1962 à Blackpool en Angleterre. Halstead a remporté la médaille d'argent au lancer du javelot féminin aux Jeux de l'Empire britannique de 1934 à Londres sous l'identité d'Edith Halstead.
Dans le cadre d'une transition de genre, Halstead a changé son nom en Edwin en 1944,,,.

## Famille
Sa sœur Nellie Halstead est également une athlète et a participé aux Jeux de l'Empire britannique de 1934 durant lesquels elle est médaillée.

## Carrière sportive
En 1932, Halstead figure parmi les figures majeures du javelot en tant que membre du club d'athlétisme de Bury (Bury A.C.), représentant l'Angleterre, et remporte le lancer de javelot féminin avec un lancer à 32,84 mètres.
Edwin Halstead remporte une médaille d'argent au lancer du javelot féminin avec un lancer à 30,94 mètres aux Jeux de l'Empire britannique de 1934 (actuels Jeux du Commonwealth) à Londres derrière sa compatriote Gladys Anne Lunn et devant Margaret Cox (en),,.
Sa sœur, Nellie Halstead a remporté trois médailles à ces mêmes jeux dans des épreuves de course.
Avant leur participation aux Jeux de 1934, Edwin et Nellie Halstead partent du club d'athlétisme de Bury pour rejoindre celui de Radcliffe (Radcliffe A.C),.